# 最终幻想 神秘历险
《最终幻想 神秘历险》是发行于超级任天堂平台的电子角色扮演游戏。游戏是史克威尔畅销电子游戏系列最终幻想的一部衍生作品。《最终幻想 神秘历险》于1992年在北美首发，游戏定位为为拓宽种类吸引力而“为入门级玩家设计的简化角色扮演游戏”。游戏的界面和战斗系统同本传系列大体相似，但因包含动作冒险游戏元素而有所不同。游戏和《圣剑传说 ～最终幻想外传～》一起，都是最早在欧洲发售的最终幻想游戏。
在游戏中，玩家控制一个名为本杰明的年轻人，开始拯救世界的探索。他的目标是拿回决定世界四元素之力的四颗水晶石。游戏系统和系列本传在多个方面都有所不同。系列随机战斗、存档处、手动装备，以及队员系统等许多重要特点在本作都没有使用。游戏在北美和日本的评价与销量一般，评论谈到其简单的游戏系统以及缺乏深度的游戏情节。随着时间推移，游戏获得了“初学者的最终幻想”的称呼，但音乐则获得赞扬。

## 游戏系统

### 探险
如同系列之前的游戏，《最终幻想 神秘历险》使用俯视视角显示，玩家直接操控主角环游世界，并与人或物交互。游戏世界地图只有特定的路线。和之前的最终幻想游戏不同，玩家不能在世界地图自由漫游。代之的事，只能沿预设的路径在从世界一地点移动至下一地点。游戏者一些路线会处于锁定（方向指示箭头以灰色显示），但是当玩家结束特定任务——如完成迷宫——后，道路就会开通。一旦道路开启，玩家就可进入下一地点；游戏情节和场景就在这些地点——包括城镇、迷宫和战场——中发生。游戏以使用动作冒险游戏要素为特点；除了跳跃外，玩家还可以在非战斗画面发动武器的效果。玩家可以使用斧头砍树，放炸弹炸开石门，或使用爪钩攀登峭壁。游戏较早起最终幻想游戏使用了更多解谜元素。比如在瀑布盆地，玩家必须通过移动一层的冰柱，使其构成第二层中跳跃的落脚平台。《最终幻想 神秘历险》没有使用存档点；玩家可以在探险中随时存档。

### 战斗系统
《最终幻想 神秘历险》放弃了系列本传标致的随机遇敌系统。代之敌人图标会固定不动的显示在迷宫中，玩家可以选择接触敌人并打响战斗。当战斗打响，玩家会出现在战斗屏幕中，战斗使用窗口制菜单系统，菜单有三个可选命令：战斗、逃跑和控制。从战斗中逃跑后玩家会回到场景屏幕，选择“控制”指令将会切换同伴角色的战斗模式，即玩家可以选择手动控制主角伙伴，还是交给电脑自动控制伙伴。如果玩家选择战斗指令，则会弹出四选项的子菜单：物理攻击敌人、发动魔法、使用治疗道具（如“治愈”药水），或是防御。游戏战斗系统使用条件回合制战斗，在每个战斗回合中角色和敌人会轮流行动，而最快的角色会最早行动。角色生命值回忆生命条的形式显示，但玩家可以选择切换为大多数角色扮演游戏所用的数字表示。如果全部角色的生命条都将至零，游戏就会结束，但玩家可以选择是否继续并重新战斗。但若选择此选项，作为惩罚，主角的攻击力会临时降低。角色在战斗中的表现取决于生命力、攻击力、防御力、速度、魔力、命中率和回避率的数值（称为能力值）。角色能力值由等级影响，在战斗胜利后角色会获得经验值，当经验值积累的一定数值时角色就会升级。和敌人作战除了会得到经验值外，还可获得能购买武器、防具和治疗道具的金币。在世界地图各处会分布战场，各战场中只会种类固定的敌人。玩家进入战场后会直接开始战斗，并需要通过战胜十个敌人来“清扫”战场。战场清扫完毕时角色会获得奖励，奖励为大量经验、大量金币、防具或法术中的一种。

### 定制
和其它最终幻想游戏都不同，玩家不能手动指定角色装备。新获得的防具会自动替换当前装备，高级武器会替换掉低级武器。比如骑士之剑会换掉钢剑。按L或R剑可让玩家在目前获得的武器之间切换。本杰明使用四种武器：剑、斧、炸弹和爪。尽管武器在战斗中功能相似，但在场景探索中各具用途。比如龙爪相当于一副抓钩。《最终幻想 神秘历险》的武器种类比大多数角色扮演游戏要少。
《最终幻想 神秘历险》的魔法并非通过施法者升级习得。相反，主角通过开启宝箱，或是获得战场清场奖励，才能学会魔法。魔法咏唱系统和初代《最终幻想》类似，即并以消耗魔法值来发动魔法，而是各组类型的法术——即白魔法、黑魔法和终极魔法——各有一定的使用次数。各组的使用次数会随角色升级而增加。法术效果亦与角色等级成比例，比如角色等级越高，“治愈”魔法的效果就越强。《最终幻想 神秘历险》的魔法分类和其他多数最终幻想游戏相比有限。游戏道具和魔法类似；效果随角色升级而增长。“治疗”药水可以恢复全部不良状态，而无需其他状态恢复道具。

## 剧情

### 设定
《最终幻想 神秘历险》的架空情节发生在只有一块大陆的无名世界，世界分为四个不同地区：福雷斯塔、安琪拉、费尔堡和温迪亚。每个地区的福祉分别由地、水、火、风四颗闪亮水晶中的一颗的状态决定。几个世纪以来，焦点塔曾屹立于世界的心脏。它一直是贸易和知识的中心，世界人民在那里会面，以和平方式来解决分歧。但是在一个温暖的夏日，强大的怪物冲进大楼，偷走四个晶体并摘下魔法币，让塔之门上锁。怪物开始消耗水晶的力量；随着他们的实力增长，世界也开始衰退。一个古老的预言称，当时的“四邪恶”窃取力量，将世界分割在四个门后，骑士会出现并击败黑暗。最大等級為41級。

### 剧情
游戏以冒险青年本杰明登上命运之山开始。在探险时，他的村庄在地震中毁灭。在本杰明爬山时，他遇见一个神秘老人要求他履行骑士的预言。虽然本杰明起初持怀疑态度，但最终接受了这个角色，老人将据说是世界中心的焦点塔指给他看。在击败山顶的怪物后，本杰明随老人来到了平原森林，在那里，他的任务是恢复地之水晶。在福雷斯塔，他遇到一个挥动斧头的女孩凯莉，如果本杰明能帮她除掉平原森林的怪物，她答应帮忙本杰明。在消灭怪物时，凯莉被埋伏中毒，她的母亲告诉本杰明在哪里可以找到解药万能药。在财宝猎人克里斯特的帮助下，本杰明不但找到解药，还击败了四恶魔之一的火之雷克斯，解放了地之水晶，恢复了没落的福雷斯塔村。之后本杰明和克里斯特分别，并治愈了凯莉。
之后本杰明被告知安琪拉处于危险亟需帮助。本杰明得知他应该去见见斯宾塞，以及女孩菲比可以帮他。在通过聚焦塔第一层后，本杰明来到了安琪拉区域寻找菲比，并获悉斯宾塞受困于厚厚浮冰之下。菲比需要据说可以解放安琪拉的「苏醒之水」。之后本杰明和菲比一起前往寒冰洞，打败怪物后获得天秤王冠。使用天秤王冠二人来到天秤庙，但却发现”苏醒之水“的源泉已经干枯。在天秤庙后面，一行人找到拿有一袋苏醒之水的老人，并使用给城市中心的植物。但回到安琪拉，他们发现苏醒之水没有效果，并明白唯有恢复水晶才能拯救城镇斯宾塞。前去冰之金字塔，并打败第二个恶魔冰魔像。救出冰水晶后，本杰明和菲比回到了安琪拉。他们发现城镇如福雷斯塔复兴，斯宾塞也回来了，并在挖掘隧道救出队长马克。在离开时，斯宾塞将一把钥匙给了本杰明，并告诉他前往费尔堡。
本杰明再次在焦点塔找到老人，老人告诉本杰明去找鲁本后消失。本杰明到达费尔堡后找到了鲁本。在本杰明允诺帮助鲁本救出爸爸阿利昂后，他加入了队伍。在旅馆遇到克里斯特，并得到万能钥匙后，他们在一间上锁的房间找到了一人。他交给本杰明如何投掷炸弹，并称这样能救出阿利昂。之后本杰明和鲁本进入矿山救出阿利昂。阿利昂告诉他们一些关于火水晶如何已经狂暴的传说，鲁本和本杰明前去火山消灭窃取水晶力量的恶魔。在击败双头蛇后，本杰明发现火之水晶并恢复了力量。他们决定前往温迪亚，但鲁本被怪物袭击并从索桥上掉落。克里斯特过来并帮助本杰明过桥，但是他们被一棵树阻拦，又无法与树交谈。克里斯特称，福雷斯塔有一女子可以和树灵谈话，之后二人在安琪拉遇到了寻找斯宾塞的凯莉。二人在隧道找到了斯宾塞，他告诉克里斯特有一个大宝库。之后克里斯特离开，而菲比的炸弹炸塌了斯宾塞的隧道。她离开告诉斯宾塞发生了什么，本杰明则带凯莉前去生命森林和隐秘的树灵对话。他告诉他们，如果消灭这里的怪物，就可以带他们去温迪亚。在消灭怪物后，一行来到了温迪亚。
在来到温迪亚后，本杰明和凯莉找到了奥托，但他的女儿诺尔玛因附近大风山的风吹袭彩虹道，而被困在帕祖祖塔。打开道路的唯一方法就是使风停止，因此本杰明和凯莉前去大风山，在击败山顶的怪物后风停止了。回到温迪亚，奥托给彩虹道通电，两位冒险者进入了帕祖祖塔。在一番追赶后，他们围住并击败了第四个恶魔帕祖祖，恢复了风之水晶。诺尔玛和奥托重新团聚，凯莉则留下来照顾她。在一系列事件之后船长马克获救，而鲁本再次出现。因为从索桥上跌落受伤，菲比加入了队伍。
马克告诉本杰明预言的不祥补篇：「四人背后的那人比黑夜还漆黑，就在土地中央高耸之处」。真正的邪恶之源是黑暗国王。本杰明扬帆前往魔王城堡挑战黑暗国王，国王威胁要统治本杰明与其余的人类。黑暗国王称，本杰明所冒险的预言就是他他编写并传播的。当黑暗国王击败后，老人共和本杰明并称他就是第五个水晶，装成人的光之水晶。在游戏结束时，本杰明依然渴望冒险，他从船长马克处借了船，他的伙伴都聚在一起来祝福他。在航海时，克里斯特意外的出现。

## 开发
虽然《最终幻想 神秘历险》由日本史克威尔的一个开发团队设计，但游戏是特别为美国市场设计的。在当时，游戏机角色扮演游戏尚非北美的主流类型；因此史克威尔尝试藉由《最终幻想 神秘历险》拓宽此类游戏的吸引力。史克威尔当时在北美已经发行了数部最终幻想衍生作品，如改名为“最终幻想传奇”的前三部沙加游戏，以及以“最终幻想冒险”为题的圣剑传说系列首作，并希望进一步打入美国大众意识。史克威尔高管认为RPG的难度是美国人疏远此类游戏的原因，故相较于本传系统在各方面都做了易化调整。美版《最终幻想IV》就已容易得多，而《神秘历险》则更为容易，日本开发组甚至与美国办公室合作，以确保儿童也能游戏。
《神秘历险》以和《时空之霸者 沙加3》类似的图形和游戏系统风格开发。游戏在系统上与该作多有相似之处，如非常类似的战斗系统、图形界面以及迷宫系统。甚至连《沙加3》的“跳跃”功能都如实重现，而从山洞到敌人的几乎所有图标，都是《沙加3》设定的上色版。除了可让电脑控制伙伴外，游戏还弃用了随机战斗、复杂剧情和文字制菜单等。为了吸引北美玩家快节奏游戏的口味，史克威尔引入了动作冒险游戏元素；玩家可以在战斗外挥动武器、跳跃、使用抓钩，以及放置炸弹炸开新道路等。北美翻译者泰德·伍尔西解释称「动作/冒险玩家数量巨大且人口不同。他们往往年轻，喜欢跳跃，用他们的剑直接行动的理念；这是一个能力问题——你由此出去，开始惊人的事情并感觉良好！就传统RPG而言，在你最终入迷前需要15或20小时的良好游玩。」伍尔西称，因为游戏的小尺寸，《神秘历险》是他翻译的最简单的游戏之一。因为游戏市场面向年轻人口，故售价为39.99美元。《神秘历险》还有官方攻略本，帮助无经验耳朵新RPG玩家完成游戏。

### 发行
游戏在北美首发后，日版也以「最终幻想USA 神秘历险」为题发行。欧版游戏发行了英语、德语和法语版，为避免和欧版名为「神秘历险」的《圣剑传说 最终幻想外传》混淆，游戏在欧洲改名为「神秘历险传奇」。《最终幻想 神秘历险》最早于1992年6月，在芝加哥举办的普及展会国际消费电子展上展出，并在随后1992年秋的《国际消费电子展》上公布了更多细节。
2010年10月，游戏在任天堂Virtual Console平台发售。《Fami通》报道史克威尔准备2012年在Android移动平台发行游戏。

### 音乐
《最终幻想 神秘历险》的原声音乐由笹井隆司和川上泰广谱写。这是首个非由系列主要作曲者植松伸夫谱曲的游戏。ROM容量和硬件限制是的作曲过程困难。NTT出版于1993年9月10日发行了CD原声专辑。在游戏谱曲后，笹井在休息日为游戏专辑录制了两首重混，并自行演奏吉他部分。《疾风的山脉》由笹井喜欢的圆号声演奏，甚至能到歌曲的地步，并传达了山脉的感觉。曲目《最后之城》用了很短时间就创作而成，并创造了战场的意象，但其长度给歌曲《战斗3》留下了非常少的空间。

## 评价
游戏一经发售，《任天堂力量》1992年11月刊就打出了3.725/5的分数，而《电子游戏月刊》则打出了7.25/10分。游戏在美国和日本都未获得太大反响，但人们认为它吸引了年轻爱好者。游戏最终未能达到在北美普及游戏机RPG的目标，同时还赶走了因之前《最终幻想IV》而期待作品的系列的爱好者。因为游戏创作有着不能吸引大众和硬核玩家的固有缺陷，游戏还被称作「有身份危机的最终幻想」。欧洲最终幻想玩家以拒绝《神秘历险》，通过查询日本汉字词典玩《最终幻想V》，并将翻译打印出来共享而知名。
多年后的评论者依然没有赞许《神秘历险》，Kotaku称其为「最糟糕的最终幻想」，GamesRadar则称「敌人站在原地等着玩家攻击是系列的尴尬」。IGN给Wii Virtual Console版打了「还好」的6.0分，并谈到游戏极其重复而简单的战斗系统，同时非常缺乏角色发展。1UP.com认为游戏「不值！」，称其「一步步手把手」且「空洞」。在2006年4月1日GameSpot发布了愚人节榜单「十佳最终幻想游戏」，其中收录了系列本传、衍生作品和无关游戏；《神秘历险》因简单，图形和剧情简易而获得「赞扬」。
然而游戏音乐获得赞扬，1UP.com称赞其为「采样悦耳的金属吉他乐曲片段」，最终头目战斗音乐是音乐游戏《最终幻想 节奏剧场》中必须下载的乐曲之一。GamesRadar也称赞了游戏音乐，在「每日游戏音乐」栏目中点到头目战斗音乐，并称余下的游戏音乐悦耳且通俗甜美。

## 外部連結
- 莫比游戏上的《最终幻想 神秘历险》（英文）
- RPGamer上的《最终幻想 神秘历险 》（英文）